# Lost Monarch
Lost Monarch è una gigantesca Sequoia sempervirens del parco Jedediah Smith Redwoods State Park, nella contea di Del Norte, la più settentrionale delle contee californiane situate sulla costa del Pacifico.
È la Sequoia sempervirens più grande del mondo in termini di volume. Si stima che contenga un volume di legno pari a circa 1.200 m3. È alta 98 metri e il diametro del tronco, misurato a 1,40 m dal terreno, è di 7,90 metri.
Fu identificata come la più voluminosa sempervirens l'11 maggio 1998 dai biologi Stephen Sillett e Michael Taylor, in un'area del parco chiamata Grove of Titans.
La sequoia più alta del mondo è invece Hyperion (115,55 m), che si trova nel Parco nazionale di Redwood.
L'esatta posizione del Lost Monarch non è stata resa nota al pubblico, per timore che un'eccessiva presenza di visitatori possa alterare la vita dell'albero e l'ecosistema dell'area. Secondo alcune fonti non controllate si troverebbe a sud della Highway 199, ad alcuni km di distanza dall'area di campeggio del parco, ma non vi sono sentieri che la raggiungono.